# Gabri (Sprache)
Gabri (auch Gaberi, Gabere, Ngabre, südliches Gabri) ist eine osttschadische Sprache. Tobanga wird hingegen auch als nördliches Gabri bezeichnet. Gabri wird von etwa 25.000 Personen gesprochen, hauptsächlich in der Provinz Tandjilé nordwestlich der Stadt Laï um die Dörfer Dormo und Darbé. Diese beiden Dörfer sind auch namensgebend für die zwei Dialekte Dormo und Darbé. Der ISO 639-3 Code ist gab.